# Porcupinychus vestitae
Porcupinychus vestitae är en spindeldjursart som beskrevs av Meyer 1988. Porcupinychus vestitae ingår i släktet Porcupinychus och familjen Tetranychidae. Inga underarter finns listade i Catalogue of Life.